# Fronte Popolare Nazionale
Il Fronte Popolare Nazionale (in greco: Ethnikó Laikó Métopo - ELAM; Εθνικό Λαϊκό Μέτωπο) è un partito politico di orientamento ultranazionalista e di estrema destra fondato a Cipro nel 2008. È considerato una versione cipriota del partito greco Alba Dorata.

## Storia
Si presenta per la prima alle europee del 2009 dove ottiene lo 0,21% e nessun seggio.
Alle parlamentarie del 2011 ottiene l'1,08% e nessun seggio.  
Alle elezioni presidenziali del 2013 il Fronte sostiene la candidatura di Giorgos Charalambous, che ha ottenuto lo 0,88% dei voti piazzandosi al quarto posto dopo i candidati del DISY, dell'AKEL e del EDEK. Alle europee del 2014 il partito incrementa notevolmente i propri voti raccogliendo il 2,69% ma non riesce comunque ad eleggere deputati.

## Risultati elettorali
| Elezione          | Voti   | %     | Seggi  |
| ----------------- | ------ | ----- | ------ |
| Europee 2009      | 663    | 0,22  | 0 / 6  |
| Parlamentari 2011 | 4.056  | 1,08  | 0 / 56 |
| Europee 2014      | 6.957  | 2,69  | 0 / 6  |
| Parlamentari 2016 | 13.041 | 3,71  | 2 / 56 |
| Europee 2019      | 23.167 | 8,25  | 0 / 6  |
| Parlamentari 2021 | 24.255 | 6,8   | 4 / 56 |
| Europee 2024      | 41.215 | 11,19 | 1 / 6  |